# 融科资讯中心
融科资讯中心（英語：Raycom Infotech Park），是位于中国北京市海淀区的一处写字楼综合体园区，始建于二十世纪九十年代，A座于2001年12月竣工，C座于2004年竣工，B座于2015年竣工，此外该园区内还有两座写字楼分别归中国科学院计算技术研究所和搜狐使用。写字楼地下几层互相连通，内含商业区、艺术中心、地下停车场等。该写字楼园区由联想控股（曾为中国科学院计算技术研究所的全资子公司）开发。该写字楼园区有多家国际知名企业入驻，包括英特尔、谷歌、深度求索、台积电、迪士尼（星空传媒）等。曾被誉为“中关村的名片”。

## 建设历程
1984年，柳传志等人创办联想控股，在现今该园区范围内的一处小平房办公，现今，该平房已被停用并被保留，成为融科资讯中心的一部分。
2001年12月，A座建成，是园区首个写字楼。
2004年，C座建成。
2015年，B座建成，该座获得了美国绿色建筑委员会颁发的国际LEED认证。

## 入驻企业

### A座
- 苹果 Apple
- 英特尔 intel
- 台积电 TSMC

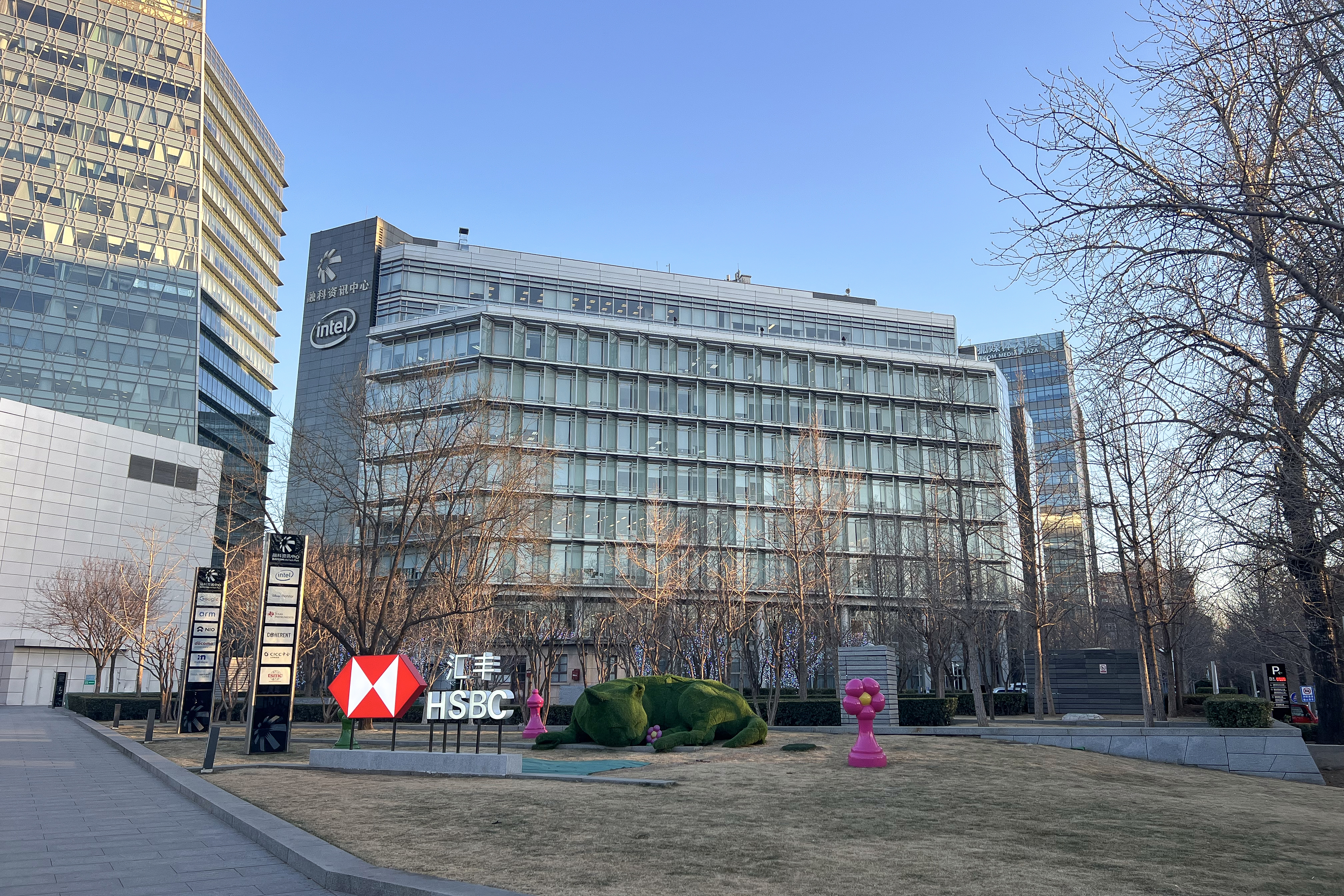
A座北立面挂有英特尔标志，其附近亦有汇丰银行标识

- 恩艾仪器 National Instruments NI
- 新思科技Synopsys
- 都科摩 NTT DOCOMO
- 英国物理学会 IOP
- 英国皇家化学学会 RSC
- 蔚来汽车 NIO
- 普尔文 Prometric
- 兴业银行 Industrial Bank
- 中国银行 Bank of China Limited

### B座

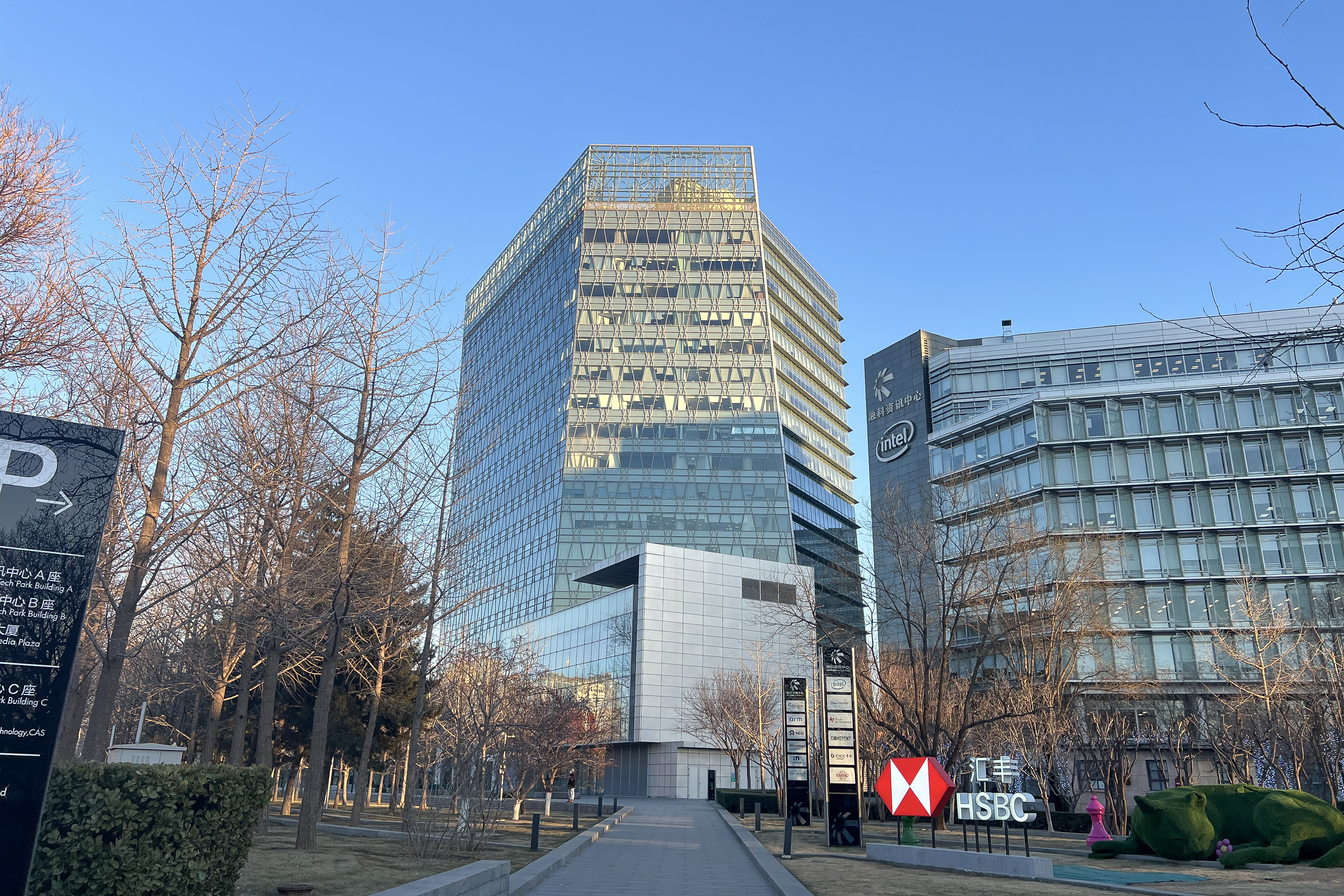
B座西北立面

- 喜茶融科资讯中心店、星巴克融科资讯中心店（1楼）
- 谷歌中国 Google Beijing（3-8楼）
- 香港上海汇丰银行 HSBC（11楼）[2]
- 中国科学院控股有限公司
- 联想控股（18楼）
- 君联资本
- 原子互动（9-10楼）

### C座
- 大董烤鸭店（一楼）
- 迅击信息科技（二楼）
- 元戍启行科技（三楼）
- 聚物腾云物联网（三楼）
- 深度求索 DeepSeek（五楼）
- 澜起电子科技（六楼）
- 百度投资 Baidu（六楼）

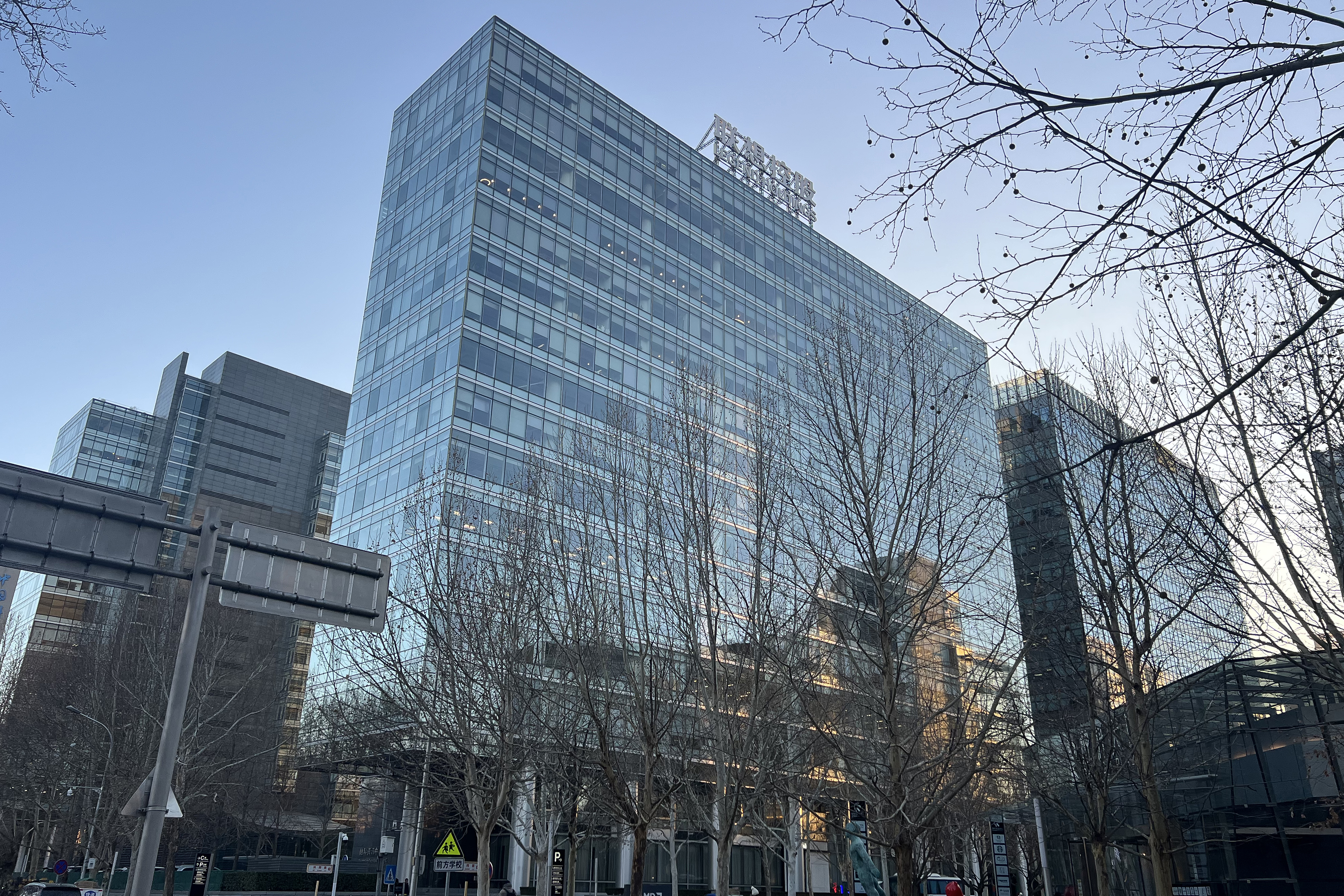
C座北楼

- 寰宇文化传播（上海）有限公司北京分公司 NGC China Ltd.Beijing Branch（迪士尼传媒有限公司之子公司）（七楼）
- 科睿唯安 Clarivate Analytics（六至七层）
- 美国霍顿米夫林（七层）
- AMD
- VMWARE
- 紅帽公司
- 日立中国

### 待确认
- 三星
- 旷视科技
- DoCoMo
- 趣加 FunPlus
- 中国国际金融股份
- IEEE
- 美国化学学会
- ANSYS
- 格芯
- 格兰富
- 圣智学习集团
- 德州仪器

### 搜狐媒体大厦
- 搜狐

### 中国科学院计算技术研究所
- 中国科学院计算技术研究所